# Еверсмер
Еверсмер (њем. Eversmeer) општина је у њемачкој савезној држави Доња Саксонија. Једно је од 19 општинских средишта округа Витмунд. Према процјени из 2010. у општини је живјело 889 становника. Посједује регионалну шифру (AGS) 3462004.

## Географски и демографски подаци
Еверсмер се налази у савезној држави Доња Саксонија у округу Витмунд. Општина се налази на надморској висини од 8 метара. Површина општине износи 11,6 km². У самом мјесту је, према процјени из 2010. године, живјело 889 становника. Просјечна густина становништва износи 77 становника/km².